# 増城区
増城区（ぞうじょうく）は中華人民共和国広東省広州市に位置する市轄区。2014年以前は増城市（県級市）であった。

## 地理
増城区は広州市東部に位置し、南は東莞市と、東は恵州市と、北は従化区及び竜門県と接している。

## 歴史
201年、後漢により南海郡の7番目の県として設置された。新たに設置されたことから増城県と命名された。1993年12月8日に県級市（増城市）に昇格し、2014年1月25日に区制施行し、増城区となった。

## 言語
市内では普通話のほか、主に広東語と客家語が使用される。正果鎮にはシェ族の村があり、シェ語も使用されてきた。

## 行政区画
6街道、7鎮を管轄する：
- 街道
  - 茘城街道、増江街道、朱村街道、永寧街道、茘湖街道、寧西街道
- 鎮
  - 新塘鎮、石灘鎮、中新鎮、正果鎮、派潭鎮、小楼鎮、仙村鎮

## 交通
1911年に開業した中国国鉄広深線新塘駅があるが、2020年現在ほとんどの旅客列車は通過する。2019年に深圳市と新塘を結ぶCR穂深都市間鉄道が開業。
もともと地下鉄がなく、2017年から広州の都心の天河区と新塘を結ぶ地下鉄13号線及び、天河区と茘城を結ぶ21号線が順次開通した。それまで広州市街からの場合、主に広州市汽車站か天河汽車站から茘城と新塘鎮に向けて頻繁に出ているバスが利用される。

### 鉄道
中国国鉄（CR）
広深線：新塘駅 - 仙村駅
穂深都市間鉄道：新塘南駅
広州地下鉄
13号線：沙村駅 - 白江駅 - 新塘駅 - 官湖駅 - 新沙駅
21号線：中新駅 - 坑貝駅 - 鳳崗駅 - 朱村駅 - 山田駅 - 鍾崗駅 - 増城広場駅

## 経済
2008年のGDPは510.27億元で、総合競争力では広東省の県級市中第1位、全国でも19位と高い。市民一人当たりの総生産額は62054元。2008年の市の財政収入は102.49億元、一般預算収入は26.75億元。
工業では新塘鎮の染色工業、ジーンズなどのアパレル製造が主であったが、近年は広州本田二廠を中心とした自動車工業、自動車用ガラスを含む部品製造、五羊本田をはじめとするオートバイ製造が柱となっている。
農業では、ライチや「絲苗米」と呼ばれる上質の米が特産として知られる。

## 事件
- 2011年6月10日夜、露天商と保安員とのいさかいに地方からの出稼ぎ労働者が加わり大規模な暴動へと拡大。3日間にわたり車両や警察署への投石が行なわれるなど騒乱状態となった[6]。